# Агаев, Аслан Логман оглы
Аслан Логман оглы Агаев (азерб. Aslan Loğman oğlu Ağayev; 5 октября 1967, Астаринский район) — советский борец вольного стиля, призёр чемпионата мира, мастер спорта СССР международного класса.

## Спортивная карьера
Аслан Логман оглы Агаев родился 5 октября 1967 года в Астаринском районе Азербайджанской ССР. В июле 1985 года в итальянской Болонье выиграл чемпионат Европы среди юниоров. В августе 1986 года в шведском Лидчёпинге стал серебряным призёром чемпионата Европы среди молодёжи. В июне 1987 года в Воронеже завоевал бронзовую медаль чемпионата СССР. В августе 1987 года в канадском Бернаби стал бронзовым призёром молодёжного чемпионата мира. В июне 1989 года в Махачкале стал серебряным призёром чемпионата страны. В июне 1990 года в финале чемпионата СССР в Улан-Удэ, встречался с хозяином ковра Сергеем Замбаловым, которому уступил, и занял второе место.
В сентябре 1990 года в Токио стал серебряным призёром чемпионата мира. Завершил спортивную карьеру в 1991 году.
Работал главным тренером сборной команды Азербайджана по вольной борьбе. Личный тренер борцов Джабраила Гасанова и Алиаббаса Рзазаде. В январе 2022 года был назначен директором Астаринского олимпийского спортивного комплекса.

## Спортивные результаты
- Чемпионат Европы по борьбе среди юниоров 1985 — ;
- Чемпионат Европы по борьбе среди молодёжи 1986 —
- Чемпионат СССР по вольной борьбе 1987 — ;
- Чемпионат мира по борьбе среди молодёжи 1987 —
- Чемпионат СССР по вольной борьбе 1989 — ;
- Чемпионат СССР по вольной борьбе 1990 — ;
- Чемпионат мира по борьбе 1990 — ;